# Rejon dunajowiecki
Rejon dunajowiecki – dawna jednostka administracyjna wchodząca w skład obwodu chmielnickiego Ukrainy.
Leżał na obszarze dawnego powiatu kamienieckiego oraz uszyckiego.
Rejon utworzony w 1923, miał powierzchnię 1180 km² i liczył około 73 tysięcy mieszkańców. Siedzibą władz rejonu były Dunajowce.
Na terenie rejonu znajdowały się: jedna miejska rada, dwie osiedlowe rady i 43 silskie rady, obejmujące w sumie 83 miejscowości.

## Miejscowości rejonu
- Antoniówka(inne języki)
- Bałyn[1][2] (Балин)
- Barbarówka (Варварівка)
- Błyszczanówka (Блищанівка)
- Czanków (Чаньків)
- Czeczelnik (Чечельник)
- Czymbarówka (Чимбарівка)
- (Держанівка)
- Damiankowce (Дем'янківці)
- (Дубинка)
- Dunajowce (Дунаївці)
- Dunajowce osiedle t.m. (Дунаївці)
- Gorczyczna (Гірчична)
- Gorczyczniańska Słobódka (Слобідка-Гірчичнянська)
- (Гамарня)
- Hanówka[3] (Ганнівка)
- Hołozubińce (Голозубинці)
- (Городиська)
- (Гута-Блищанівська)
- (Гута-Морозівська)
- Huta Jackowiecka (Гута-Яцьковецька)
- (Харитонівка)
- Iwankowce (Іванківці)
- (Ярова Слобідка)
- Jackowce[4] (Яцьківці)
- (Катеринівка)
- (Кривчик)
- Kryniczany (Криничани)
- (Ксаверівка)
- Karabczyjówka (Малий Карабчіїв)
- Łoszkowce (Лошківці)
- Łysiec (Лисець)
- (Лисогірка)
- (Ліпини)
- (Мала Кужелівка)
- (Мала Побіянка)
- (Михівка)
- (Міцівці)
- (Млаки)
- Morozów[5] (Морозів)
- (Мушкутинці)
- Maków (Маків)
- Malejowce (Маліївці)
- Michałówka (Михайлівка)
- Mińkowce (Миньківці)
- Nesterowce (Нестерівці)
- (Панасівка)
- (Петрівське)
- Podleśny Mukarów (Підлісний Мукарів)
- (Пільний Мукарів)
- Przytulia (Притулівка)
- Rachnówka[6]  (Рахнівка)
- (Рачинці)
- (Ріпинці)
- (Руда-Гірчичнянська)
- Rudka (Рудка)
- Smotrycz (Смотрич)
- (Сивороги)
- (Синяківці)
- (Січинці)
- (Слобідка-Балинська)
- (Слобідка-Залісецька)
- Słobódka Malejowiecka (Слобідка-Малієвецька)
- Słobodka Rachnowiecka (Слобідка-Рахнівська)
- Sokolec[7] (Сокілець)
- Sosnówka (Соснівка)
- (Сприсівка)
- (Ставище)
- (Стара Гута)
- (Степок)
- Szatawa (Шатава)
- (Тернова)
- (Томашівка)
- Trybuchówka[4] (Трибухівка)
- Tynna (Тинна)
- (Велика Кужелева)
- (Велика Побійна)
- (Вихрівка)
- Worobijiwka (Воробіївка)
- Udryjowa (Удріївці)
- Zaleśce (Залісці)
- (Заголосна)
- (Заставля)[8]
- Zielincze[9] (Зеленче)
- Żwańczyk[10] (Великий Жванчик)
- Żwańczyk Mały[11] (Малий Жванчик)

nieistniejące
- Cyganówka Balińska[12]
- Cyganówka Zieleniecka[13][14]